# Radula appressa
Radula appressa là một loài rêu tản trong họ Radulaceae. Loài này được Mitt. miêu tả khoa học lần đầu tiên năm 1879.